# 趙讓 (藝人)
趙讓（英語：Ryan Zhao，2001年4月24日—），本名趙岑源。出生於广东省广州市，中国男歌手、舞者，前男子組合R1SE成員，在隊內擔任副唱及副領舞。原为韓國FNC娛樂旗下练习生，后返回中国加入SDT娱乐公司。2019年，參加騰訊視頻偶像男團競演養成類真人秀《創造營2019》，於總決賽中獲得第11名，以限定組合R1SE成員身份出道。於2021年6月14日成立「趙讓Rangcrew工作室」SOLO活動。

## 早年經歷
趙讓出生、成长於廣東省廣州市，童年時期曾當過童裝模特。他的演艺事业源于父亲最开始送他去学习歌舞，支持他成为艺人。
2014年，13歲的趙讓因外貌及唱跳潛質被韓國FNC娛樂公司選為旗下練習生。在練習期間，趙讓曾進入過該公司出道組預備役，並用四年的時間追趕了其他練習生八年的訓練量。
2018年，趙讓回到中國發展，加入SDT娛樂并成為该公司的練習生。

## 人物經歷
2019年上半年，以學員身份参加腾讯视频偶像男团竞演养成节目《创造营2019》，在首期節目中成為A班學員；第一次公演，他担任“强手队”的C位；5月22日，参加由《创造营2019》节目组在城陽體育館举办的《doki大爬梯》见面会。6月2日，參加湖南衛視綜藝節目《天天向上》。其後節目总决赛中，以第11名的成绩成團成功，成為限定男子組合R1SE一員。在《創造營2019》錄製期間，還參與了《VogueMe》等多個時尚雜誌畫報的拍攝。成團後，隨R1SE推出組合出道曲《R.1.S.E》，該歌曲亦是電影《MIB星際戰警：跨國行動》的中國區主題推廣曲。7月19日，隨R1SE為電影《上海堡壘》演唱的片尾主題曲《無愧》發布。8月2日，隨R1SE為電視劇《全職高手》演唱的片尾曲《榮耀的戰場》上線。8月6日，隨R1SE推出組合首張音樂EP《就要擲地有聲的炸裂》，收錄了包括《誰都別吝嗇》、《十二》等在內的6首歌曲。8月11日，參加R1SE小團綜《Super R1SE•蓄能季》。9月6日，隨R1SE獲得智族GQ Men Of The Year年度人物盛典年度團體獎。10月12日，參加青春體娛跨界類型節目《超新星全運會第二季》。10月31日，隨R1SE獲得亞洲新歌榜年度盛典年度最受歡迎新團體獎。12月1日，參加R1SE大團綜、同齡青年破壁碰撞紀實真人秀《十一少年的秋天——炸裂狂想曲》。12月3日，隨R1SE獲得時尚COSMO「傳承•美」年度團體獎。12月9日，組合EP《就要擲地有聲的炸裂》獲得TMEA騰訊音樂娛樂盛典年度最佳團體專輯獎。12月26日，與何洛洛、焉栩嘉、翟瀟聞、趙磊為動畫電影《熊出沒·狂野大陸》演唱的插曲《奇蹟無限》上線。此外，還隨R1SE舉辦了「WE ARE R .1.S.E-2019 R1SE全國巡迴演唱會」。
2020年1月5日，隨R1SE發行組合第二張音樂EP《炸裂狂想曲》。 5月29日，參加音樂團體競演節目《炙熱的我們》。 6月12日，隨R1SE發行組合第三張音樂EP《曜為名》。 7月5日，參加R1SE專屬小團綜《Super R1SE•週年季》。
12月24日，個人首支單曲《VIOLET》上線。
2021年6月14日，所屬限定組合R1SE解散。並成立個人工作室趙讓RangCrew工作室。
2021年4月29日-5月21日團體畢業團綜《我們，破曉之前》於騰訊視頻、Wetv上線。5月2日-5月3日於上海梅德賽斯奔馳文化中心隨團體R1SE舉辦《我們，破曉星辰》R1SE告別限定演唱會。6月3日，團體第四張專輯《我們，破曉星辰》開售。6月13日於北京舉行最終場，同時於騰訊視頻雲直播。6月14日，所屬限定組合R1SE解散。並成立個人工作室趙讓RangCrew工作室。6月22日，首張個人EP《R.A.N.G》上線。

## 音樂作品

### 迷你專輯
| 專輯 | 專輯資料                                                                                        | 曲目                                                                  |
| 1st  | 《R.A.N.G》 - 發行日期：2021年6月22日 - 語言：國語 - 發行公司：SDT Entertainment - 備註：首張EP | 曲目 1. INTRO R.A.N.G 2. I WISH 3. TEN THOUSAND 4. WIT'U 5. 7號禁忌雨 |
| 2nd  | 《閉憶（BE）》 - 發行日期：2021年12月14日 - 語言：國語 - 發行公司：SDT Entertainment            | 曲目 1. 現在 2. Perfect 3. Promises                                   |

### 單曲
| 發行/公開日期  | 歌曲名稱       | 演唱者        | 作詞                    | 作曲                    | 編曲              | 備註                       |
| 2020年12月24日 | VIOLET         | 趙讓          | Captain A.              | FROM20/Jeffrey Z.       | Jeffrey Z.        | 首張個人單曲               |
| 2021年7月21日  | 沒有如果       | 趙讓          | 嚴爵                    | Soulja                  | Soulja            | 翻唱梁靜茹作品《沒有如果》 |
| 2021年8月14日  | Lullaby Dream  | 趙讓          | 趙讓                    | 趙讓                    | Jeffery Z.        | 原創自作曲                 |
| 2021年10月25日 | 小星星         | 趙讓          | 汪蘇瀧                  | 汪蘇瀧                  | 冒振瑤            | 翻唱汪蘇瀧作品《小星星》   |
| 2021年11月8日  | 等你上車       | 沙一汀EL/趙讓 | 沙一汀EL/趙讓           | 沙一汀                  | seoul             | 合作曲                     |
| 2022年4月5日   | 夢寒食         | 趙讓          | 張富翰BingouZ@AEO Music | 張富翰BingouZ@AEO Music | Jeffrey Z.        | 推廣曲                     |
| 2022年4月24日  | mE&You         | 趙讓          | 趙讓                    | 趙讓                    | Jeffrey Z./史曉天 | 原創單曲                   |
| 2022年5月20日  | 如果我喜歡你呢 | 趙讓          | YOKI                    | 蕭燃                    | 王景              | 單曲                       |
| 2022年6月23日  | 櫻花與風車     | 趙讓          | 孫英男/何優冉           | 潘成                    | 常宏              | 單曲                       |

### R1SE組合單曲
| 發行日期       | 歌曲名稱             | 作詞                                                                                                 | 作曲                                                                           | 備註                                                 |
| 2019年6月8日   | R.1.S.E.             | 中文詞：代岳東/ 倪毅 原詞：Drew Ryan Scott / Sean Michel Alexander                                   | Woo Min Lee/ Justin Reinstein/ Drew Ryan Scott/Sean Michel Alexander           | R1SE出道曲 電影《MIB星際戰警：跨國行動》中國區推廣曲 |
| 2019年8月6日   | R.1.S.E.             | 中文詞：代岳東/ 倪毅 原詞：Drew Ryan Scott / Sean Michel Alexander                                   | Woo Min Lee/ Justin Reinstein/ Drew Ryan Scott/Sean Michel Alexander           | 專輯《就要擲地有聲的炸裂》第二支單曲                 |
| 2019年8月6日   | 喊出我的名字         | 文雅                                                                                                 | Nakamura Daisuke                                                               | 專輯《就要擲地有聲的炸裂》第一支單曲                 |
| 2019年8月8日   | 誰都別吝嗇           | 中文詞：火星電台 原詞：Kevin Charge / Mats Ymell / Debbie Blackwell / Hide Nakamura                  | Kevin Charge / Mats Ymell / Debbie Blackwell / Hide Nakamura                   | 專輯《就要擲地有聲的炸裂》第一支主打歌               |
| 2019年8月15日  | WORLD WORLD WORLD    | 中文詞：旅行團 孔一蝉／旅行團 韦偉                                                                   | Soma Genda / Daniel Kim                                                        | 專輯《就要擲地有聲的炸裂》第二支主打歌               |
| 2019年8月22日  | 十二                 | 中文詞：周震南 / 劉也 / 趙磊 Rap詞：周震南 / 焉栩嘉 /姚琛                                            | Urbsn Cla6ix(Park Junsu，Jung yeonhun)                                         | 專輯《就要擲地有聲的炸裂》第三支主打歌               |
| 2019年8月29日  | 就要擲地有聲的炸裂   | Hanif Hitmanic Sabzevari / Dennie Deko Kordnejad / Daniel Kim / 紀佳松Jeremy G / 周震南 /劉也 / 趙磊 | Hanif Hitmanic Sabzevari / Dennie Deko Kordnejad / Daniel Kim / 紀佳松Jeremy G | 專輯《就要擲地有聲的炸裂》同名主打歌                 |
| 2019年11月10日 | HAVE FUN             | 中文詞：小角 原詞：Urban Cla6ix（Park Junsu，Jung yeonhun）                                          | Urban Cla6ix（Park Junsu，Jung yeonhun）                                       | 專輯《就要擲地有聲的炸裂》驚喜單曲                   |
| 2019年12月1日  | 角兒無大小           | 焦東                                                                                                 | sususu                                                                         | 專輯《炸裂狂想曲》第一支單曲                         |
| 2019年12月8日  | 瘋子                 | Rap詞：周震南 / 焉栩嘉 /姚琛/張顏齊                                                                  | 周震南 / 姚琛 /趙磊                                                            | 專輯《炸裂狂想曲》第二支單曲                         |
| 2019年12月15日 | Never Surrender      | 袁浩男                                                                                               | 薛伯特                                                                         | 專輯《炸裂狂想曲》第三支單曲                         |
| 2019年12月22日 | 星星泡飯             | 吳孤兒                                                                                               | 小雄@時光列車TimeExpress                                                       | 專輯《炸裂狂想曲》第四支單曲                         |
| 2019年12月29日 | 聲聲不息             | 焦東                                                                                                 | sususu                                                                         | 專輯《炸裂狂想曲》第五支單曲                         |
| 2020年1月5日   | 赤腳追光             | 唐恬                                                                                                 | sususu                                                                         | 專輯《炸裂狂想曲》第六支單曲                         |
| 2020年6月12日  | 曜                   | 原词：Val Del Prete/Mark Thomson                                                                     | Val Del Prete/Mark Thomson/Phil Schwan/K.Chozen(NUMBER K)                      | 專輯《曜為名》主打曲                                 |
| 2020年7月2日   | 24HOURS              | 艾瑞歐ERIOE 原詞：Jacob Aaron (THE HUB)/Charlotte Wilson (THE HUB)/Frankie Day (THE HUB)             | sususu                                                                         | 專輯《曜為名》小分隊單曲                             |
| 2020年7月16日  | HAPPY BIRTHDAY TO ME | 原詞：Drew Ryan Scott/Sean Michael Alexander                                                         | TOYO/Drew Ryan Scott/Sean Michael                                              | 專輯《曜為名》生日曲                                 |
| 2020年8月30日  | 破曉星               | 不詳                                                                                                 | 不詳                                                                           | 專輯《曜為名》釋能曲                                 |

### 影視單曲
| 發行日期       | 歌曲名稱   | 合作演唱者                   | 作詞        | 作曲   | 備註                        |
| 2019年7月18日  | 無愧       | R1SE全員                     | 趙英俊      | 趙英俊 | 電影《上海堡壘》片尾主題曲  |
| 2019年7月24日  | 榮耀的戰場 | R1SE全員                     | 接靓        | 阿鯤   | 電視劇《全職高手》片尾曲    |
| 2019年12月25日 | 奇蹟無限   | 何洛洛、焉栩嘉、翟瀟聞、趙磊 | 林喬/劉恩訊 | 陳雪燃 | 電影《熊出沒·狂野大陸》插曲 |

### 《創造營2019》演唱曲目
| 期數   | 環節                 | 曲目               | 合作演唱者                                                                                   | 原唱者                                                                                       |
| 第一期 | 主題曲               | 喊出我的名字       | 全體創造營2019選手                                                                           | 全體創造營2019選手                                                                           |
| 第一期 | 入營評價舞台         | 就是我             | 趙讓、李鑫一、徐珂、代少冬                                                                   | 林俊杰                                                                                       |
| 第三期 | 第一次分組競演       | 青春紀念冊         | 趙讓、余可、李鑫一、王孝辰、畢皓然、楊淘                                                     | 可米小子                                                                                     |
| 第六期 | 專業方向考核舞台     | Let Me Love You    | 趙讓、牛超、戴景耀、楊淘、郭星冶                                                             | Justin Bieber                                                                                |
| 第八期 | 原創曲主題公演       | Beat Me If You Can | 趙讓、焉栩嘉、姚琛、劉也、任豪、牛超、徐夢潔                                                 | 趙讓、焉栩嘉、姚琛、劉也、任豪、牛超、徐夢潔                                                 |
| 第十期 | 總決賽：分組競演     | 乘風               | 何洛洛、劉也、任豪、趙讓、高嘉朗、張遠、牛超、戴景耀、豐楚軒、趙澤帆、李昀銳、趙政豪、孫圻峻 | 何洛洛、劉也、任豪、趙讓、高嘉朗、張遠、牛超、戴景耀、豐楚軒、趙澤帆、李昀銳、趙政豪、孫圻峻 |
| 第十期 | 總決賽：個人能力展示 | Never Be Like You  | /                                                                                            | Flume                                                                                        |

## 影視作品

### 電視劇
| 播出时间      | 播出平台 | 劇名         | 角色 | 備註 |
| 2021年12月6日 | 腾讯视频 | 谈什么恋爱啊 | 时光 |      |

### 常駐綜藝
| 播出時間                      | 播出平台           | 節目名稱            | 備註                                                                                  |
| 2019年4月6日－2019年6月8日    | 騰訊視頻           | 創造營2019          | 2019年4月6日起每周六播出一集；6月8日決賽直播                                          |
| 2019年8月11日-2019年11月10日  | 騰訊視頻           | Super R1SE ‧ 蓄能季 | R1SE專屬小團綜；2019年8月11日起每周日播出一期；11月10日收官                           |
| 2019年10月12日-2019年11月3日  | 騰訊視頻           | 超新星運動會第二季  | 2019年10月12日起每週六晚20：00播出一集，第四期於28日搶先播出。 11月1日至3日決賽直播。 |
| 2019年12月1日-2020年1月5日    | 騰訊視頻           | 十一少年的秋天      | R1SE專屬大團綜；2019年12月1日起每周日播出一期；2020年1月5日收官                       |
| 2020年5月29日-2020年7月23日   | 騰訊視頻           | 炙熱的我們          | 2020年5月29日起每周五播出一期；7月23日決賽直播。                                      |
| 2020年7月5日-                 | 騰訊視頻           | Super R1SE ‧ 周年季 | R1SE專屬小團綜；2020年7月5日起每周日播出一期                                          |
| 2020年7月16日                 | 騰訊視頻           | 超新星運動會第三季  | 2020年7月16日起每週四晚20：00播出一集；                                               |
| 2020年7月31日-2020年9月30日   | 湖南衛視           | 《牛氣滿滿的哥哥》  | 第3、4、10集幫藏團成員                                                                |
| 2021年2月5日                  | 騰訊視頻           | 家族年年年夜FAN     | 成員                                                                                  |
| 2021年3月6日                  | 騰訊視頻           | 創造營2021          | 第三期                                                                                |
| 2021年4月26日                 | 騰訊視頻           | 創造營2021          | 第十期                                                                                |
| 2021年4月29日                 | 騰訊視頻           | 我們，破曉之前      | R1SE專屬畢業團綜                                                                      |
| 2021年6月5日                  | 東方衛視           | 金曲青春            | 第十期                                                                                |
| 2021年8月29日-2021年9月12日   | 江蘇衛視           | 蒙面舞王 (第二季)   | 第四期至第六期，以賽棱斯名義                                                          |
| 2021年9月19日                 | 東方衛視           | 《閃電咖啡館》      | 第11期嘉賓 演唱曲目：《Lullaby Dream》、《I wish》                                    |
| 2021年11月25日 - 2022年3月3日 | 騰訊視頻           | 大夥之家            | 常駐嘉賓                                                                              |
| 2021年12月17日                | 騰訊視頻           | 超新星運動會第四季  | 參賽者                                                                                |
| 2022年1月11日                 | 搜狐視頻           | 雪地裡撒野的朋友們  | 嘉賓                                                                                  |
| 2022年1月17日 - 2022年4月10日 | 騰訊視頻           | 閃亮的日子          | 常駐嘉賓                                                                              |
| 2022年1月25日                 | 騰訊視頻           | 家族年年年夜FAN2022 | 嘉賓                                                                                  |
| 2022年6月25日                 | 中央電視台音樂頻道 | 全球中文音樂榜上榜  | 嘉賓                                                                                  |

## 演唱會及見面會

### 演唱會
| 年份   | 日期                            | 城市                   | 場館                  | 演唱會名稱                                           |
| 2019年 | 11月16日                        | 廣州                   | 廣州體育場一號館      | WE ARE R.1.S.E-2019 R1SE全國巡迴演唱會               |
| 2019年 | 12月14日                        | 重慶                   | 重慶華熙文化體育中心  | WE ARE R.1.S.E-2019 R1SE全國巡迴演唱會               |
| 2020年 | 9月23日 (10月2日騰訊視頻雲首播) | 北京                   |                       | 《曜為名》首唱會                                     |
| 2021年 | 5月2日-5月3日                   | 上海                   | 梅德賽斯-奔馳文化中心 | 《我們，破曉星辰》R1SE告別限定演唱會                 |
| 2021年 | 6月13日                         | 北京（騰訊視頻雲直播） | 星光·視界中心         | 《我們，破曉星辰》R1SE告別限定演唱會最終場暨告別典禮 |

### 見面會
| 年份   | 日期     | 城市 | 備註                                                                  |
| 2019年 | 9月27日  | 北京 | 2019 R1SE Fanmeeting紀錄片專場 紀錄片《一個男團的誕生》影院獨享見面會 |
| 2019年 | 11月30日 | 北京 | 專輯《就要擲地有聲的炸裂》實體專輯簽售會                              |
| 2019年 | 12月15日 | 重慶 | 專輯《就要擲地有聲的炸裂》實體專輯簽售會                              |
| 2020年 | 11月8日  | 長沙 | 專輯《曜為名》實體專輯簽售會                                          |